# NGC 4322
Désignations
NGC 4322 est une étoile située dans la constellation de la Chevelure de Bérénice. L'astronome allemand Wilhelm Tempel a enregistré la position de cette étoile en 1882.
Les bases de données Simbad et HyperLeda indiquent que NGC 4322 et NGC 4323 sont une seule et même galaxie, soit PGC 40171. De plus, Wolfgang Steinicke a inversé les deux entrés, l'étoile étant NGC 4323 et la galaxie étant NGC 4322. Selon le professeur Seligman, ce sont des erreurs.
Cette étoileest USNO-B1.0 1059-00209855. Selon les dernières mesures effectuées par le satellite Gaia, sa distance est égale à 646,831 ± 8,869 9 pc (∼2 110 al) et sa vitesse est de 1,546 ± 0,021 2 km/s.